# Озеро Карачинское (станция)
Озеро Карачинское — железнодорожная станция Новосибирского отделения Западно-Сибирской железной дороги, расположенная на 2943 км на главном ходу Транссиба в посёлке Озеро-Карачи Новосибирской области.

## Общие сведения
Станция не предназначена для грузовых работ.
От станции можно добраться до курортного посёлка Озеро-Карачи, и расположенного в нём санатория.

## Дальнее следование по станции
По графику 2021 года через станцию курсируют следующие поезда дальнего следования:
| № поезда | Маршрут движения                            | № поезда | Маршрут движения            |
| -------- | ------------------------------------------- | -------- | --------------------------- |
| 1 Россия | Владивосток — Москва                        | 2 Россия | Москва — Владивосток        |
| 7        | Владивосток — Омск                          | 8        | Омск — Владивосток          |
| 11       | Владивосток — Самара                        | 12       | Самара — Владивосток        |
| 37 Томич | Томск — Москва                              | 38 Томич | Москва — Томск              |
| 59       | Новокузнецк — Кисловодск                    | 60       | Кисловодск — Новокузнецк    |
| 61       | Владивосток — Москва                        | 62       | Москва — Владивосток        |
| 67       | Абакан — Москва                             | 68       | Москва — Абакан             |
| 69       | Чита — Москва (без остановки)               | 70       | Москва — Чита               |
| 81       | Улан-Удэ — Москва                           | 82       | Москва — Улан-Удэ           |
| 97       | Тында — Кисловодск                          | 98       | Кисловодск — Тында          |
| 115      | Томск — Адлер                               | 116      | Адлер — Томск               |
| 117      | Новокузнецк — Москва (без остановки)        | 118      | Москва — Новокузнецк        |
| 123      | Новосибирск — Белгород                      | 124      | Белгород — Новосибирск      |
| 125 Обь  | Новосибирск — Новый Уренгой                 | 126 Обь  | Новый Уренгой — Новосибирск |
| 137      | Новокузнецк — Нижневартовск (без остановки) | 138      | Нижневартовск — Новокузнецк |
| 139      | Барнаул — Адлер                             | 140      | Адлер — Барнаул             |
| 187      | Новосибирск — Омск                          | 188      | Омск — Новосибирск          |
| 627      | Новосибирск — Кулунда                       | 628      | Кулунда — Новосибирск       |